# Ruffec
Ruffec é uma comuna francesa na região administrativa do Centro, no departamento Indre. Estende-se por uma área de 39,6 km², com 594 habitantes, segundo os censos de 1999, com uma densidade 37 hab/km².